# Chaitinsche Konstante
Die chaitinsche Konstante gibt die Wahrscheinlichkeit an, mit der eine universelle Turingmaschine für eine beliebige Eingabe anhält.
{\displaystyle \Omega } ist ein Beispiel für eine nicht berechenbare Zahl. Sie ist nach Gregory Chaitin definiert als
{\displaystyle \Omega =\sum _{p{\text{ hält}}}2^{-\left|p\right|}},
wobei die Summe über alle haltenden Programme {\displaystyle p} gemeint ist (alle Programme, die ohne Eingabe nach endlicher Laufzeit halten) und {\displaystyle |p|} die Länge des Programms in Bit bezeichnet. Das bedeutet also, dass jedes haltende Programm der Länge m Bit das m-te Bit der Binärdarstellung von {\displaystyle \Omega } um 1 erhöht.
Bemerkung: Da es gewisse Freiheiten gibt, universelle Turingmaschinen zu definieren, hängt der genaue Wert der Konstante von der gewählten Maschinendefinition ab.
Durch Kenntnis der ersten n Bit der Konstante lässt sich das Halteproblem für bis zu n Bit lange Programme entscheiden, sodass sich durch genaue Kenntnis der ersten paar tausend Bit der Konstante viele interessante Probleme der Mathematik lösen ließen.
{\displaystyle 2^{|p|}\cdot \Omega _{|p|}} Ist gleich der Anzahl von haltenden Programme mit einer Länge von {\displaystyle |p|}
Der Algorithmus zur Berechnung von {\displaystyle \Omega _{n}} bei bekanntem {\displaystyle \Omega } in Pseudocode lautet:
```
Ω = Chaitinsche Konstante
Ω(a,b) = Wahrscheinlichkeit, dass ein Programm der Länge a in b Schritten hält
Ω(a) = Grenzwert von Ω(a,b), wenn b gegen unendlich geht
K(a,b) = Anzahl der Programme der Länge a, die in b Schritte halten
k = 0
While Ω(k,k)[n] != Ω[n]
    k = k + 1
Ω(n) = K(k,k) / 2**n

```

Dabei sind a[n] die ersten n binären Nachkommastellen von a
Da {\displaystyle \Omega } aber eine nicht berechenbare Zahl ist, lässt sich dieser Algorithmus in der Praxis nicht anwenden.
Die besonderen Eigenschaften, welche der chaitinschen Konstante zugeschrieben werden, sind eine Folge daraus, dass man aus {\displaystyle \Omega } die Haltesequenz rekonstruieren kann.
Da das Halteproblem aber nicht lösbar ist, kann {\displaystyle \Omega } nicht berechenbar sein und ist also eine transzendente reelle Zahl.
Eine Forschergruppe um Cristian Calude von der Universität Auckland bestimmte im Jahr 2002 durch Überprüfen aller Turingprogramme von bis zu 80 Bit Länge die ersten 64 Bit der Zahl.